# Hubbrücke Eberswalde-Eisenspalterei
Die Hubbrücke Finow-Eisenspalterei, auch Hubbrücke über den Finowkanal genannt, ist ein Technisches Denkmal in Eberswalde, der Kreisstadt des Landkreises Barnim im Nordosten des Landes Brandenburg. Sie führt die Lichterfelder Straße über den genannten Wasserweg und wurde im Jahr 2001 umfassend saniert und modernisiert.

## Lage
Die Brücke über den Finowkanal steht beim Kanal-Kilometer 73,51. Andere Quellen nennen die Lage „beim km 77,8“, wo sich jedoch aktuell die Friedensbrücke Eberswalde befindet. Die Hubbrücke befindet sich auf dem Werkgelände des ehemaligen Walzwerks Finow Altwerk, was beiderseits der Straße existierte.

## Vorgeschichte
Im Jahr 1698 entstand der erste Übergang bzw. Überweg über den Kanal im Zusammenhang mit dem Bau der Eisenspalterei: es handelte sich um eine hölzerne Klappbrücke von zwölf Metern Länge. 1883 wurde sie durch eine Zugbrücke ersetzt.

## Kurzgeschichte und Beschreibung

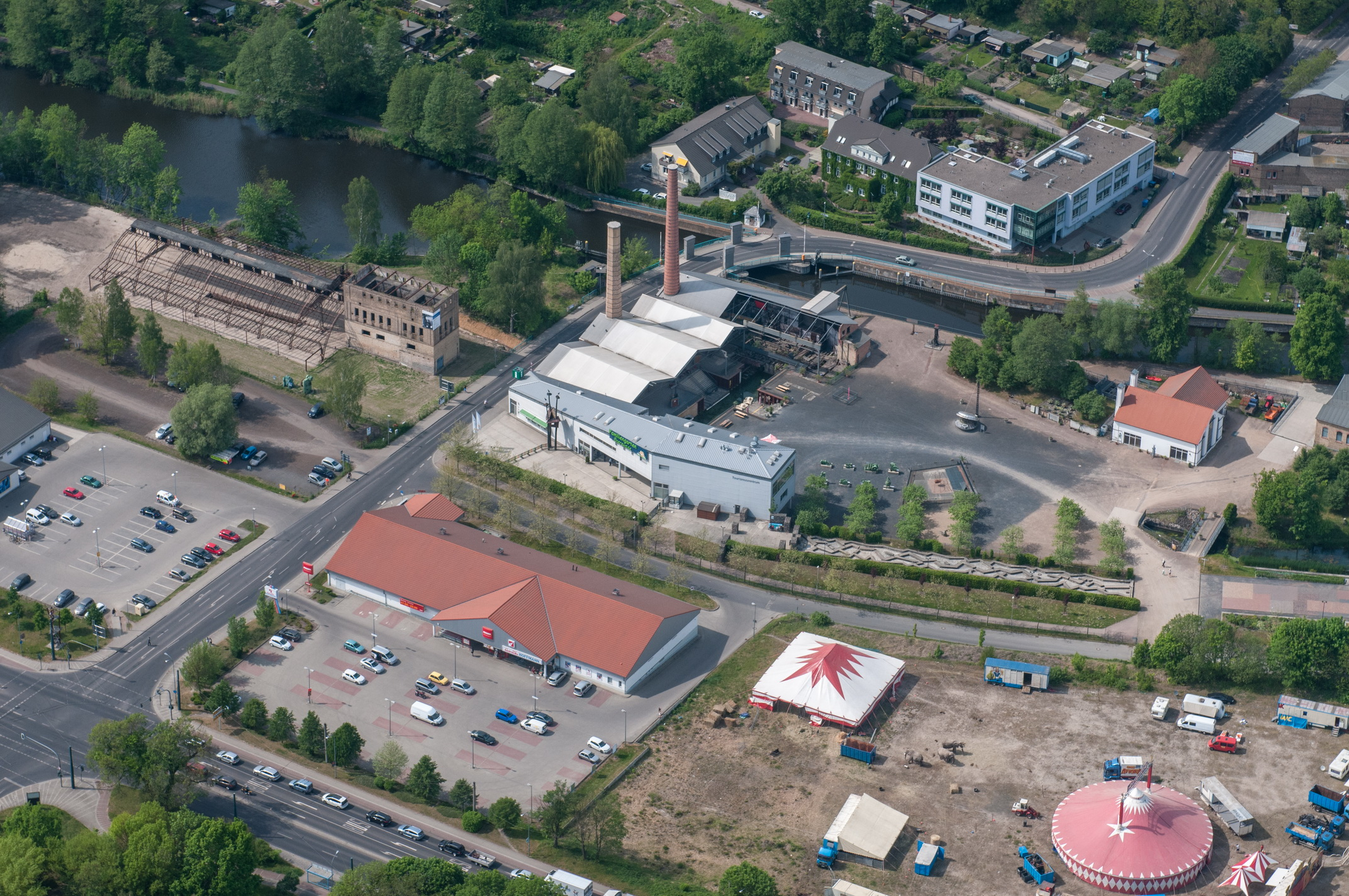
Straßenführung mit Brücke, darunter der zur Landesgartenschau hergerichtete Familiengarten

Die heutige Brücke entstand in den Jahren 1953 bis 1956 als Ersatz für die 1945 kurz vor dem Ende des Zweiten Weltkriegs durch Wehrmachtsspezialisten (Gruppe Steiner) gesprengte Brücke, um den Vormarsch der sowjetischen Armee zu stoppen oder zu verzögern.
Die Firma Friedrich Rogge baute im Auftrag des Wasser- und Schifffahrtsamtes Eberswalde eine neue zu öffnende Straßenbrücke über den Finowkanal. Die Hubbrücke ist für Traglasten von bis zu 31 t ausgelegt und kann ein Straßenstück bis zu vier Meter heben, um die Durchfahrt von Schiffen zu ermöglichen. Die Straße wird in dieser Zeit mittels Schranken beiderseits gesperrt. Das Bauwerk gilt als eine der wenigen noch erhaltenen Schwerlastbrücken mit Hubfunktion im Land Brandenburg.
Der Zusatz Eisenspalterei verweist auf die frühere Ortschaft Eisenspalterei-Wolfswinkel, in der es zwei Walzwerke gab und wo die Brücke gebaut wurde.
Die Hubbrücke wurde Ende der 1990er Jahre in Vorbereitung der Landesgartenschau 2002 saniert und modernisiert und erhielt einen frischen Anstrich.
In der Sommersaison (zwischen Mai und November) wird die Brücke regelmäßig im Zwei-Stunden-Takt in der Zeit von 8.00 bis 18.00 Uhr angehoben und abgesenkt.

## Technische Daten (Auswahl)
- Material: Stahl
- Länge: rund 20 m
 Die Brücke verläuft mit einem Kurvenradius von 35 Metern von Süd nach Nord über den Kanal.[2]
- Breite: sechs Meter, auf massiven Betonpfeilern mit schiffchenförmigem Grundriss[5]
- Durchfahrtshöhe: 4,20 Meter[1] unter dem angehobenen Straßenstück
- Vier synchron arbeitende Hydraulikzylinder, je zwei quer zur Fahrbahn, stehen senkrecht zwischen den Brückenpfeilern und dem Brückenbelag im Bereich der Fußwege. 
Die seitlichen Fahrbahnteile bleiben beim Hub stehen und können von flachen Sportbooten unterfahren werden, die Durchfahrtshöhe beträgt hier 1,24 Meter.[1] Die Zylinder sind wetterfest in Metallpfeiler eingebaut und werden mittels Elektromotoren bewegt.